# Phymaspermum equisetoides
Phymaspermum equisetoides là một loài thực vật có hoa trong họ Cúc. Loài này được Thell. miêu tả khoa học đầu tiên năm 1923.